# Ross Martin
Ross Martin, nome artístico de Martin Rosenblatt (Grodek, 22 de março de 1920 – Ramona, 3 de julho de 1981) foi um ator polaco-norte-americano, que trabalhou no rádio, teatro, cinema e televisão. Ficou conhecido pelo seu papel de "Artemus Gordon" na série de TV The Wild Wild West, conhecida no Brasil como James West, série que foi produzida nos Estados Unidos entre os anos de 1965 à 1969, e que foi exibida no Brasil durante muitos anos, principalmente pela TV Record.

## Biografia
Nascido em Grodek, Polônia, em uma família de origem judaica e passou sua infância, crescendo na região Leste da cidade de Nova York nos Estados Unidos. Antes de aprender inglês, Ross Martin falava iídiche, polaco e russo. Mais tarde aprendeu francês, espanhol e italiano.
Martin frequentou a City College of New York, obtendo diploma cum laude. Posteriormente, formou-se em Direito pela Universidade George Washington. Ele também era um virtuose do violino, e aos oito anos tocou solo com uma orquestra.

## Carreira
Apesar de seus estudos acadêmicos em economia e direito, Martin optou por prosseguir atuando. Sua estreia como ator de teatro na Broadway com a peça "Hazel Flagg" em 1953.
Na televisão participou três vezes no seriado da NBC The Big História, uma vez em 1954 e outras duas em 1956. Sua primeira apresentação ocorreu para a produção cinematográfica Conquest of Space de George Pal, após o que ele fazer uma participação breve mas memorável em O Colosso de Nova York (1958), interpretando o pai de Charles Herbert. Em 1959, Martin estrelou o episódio "Eco" da série de TV Alcoa Presents: One Step Beyond. Ele participou de dois episódios em 1959 da série criminal Richard Diamond, Private Detective, estrelada por David Janssen. Pouco depois, ele chamou a atenção do diretor Blake Edwards que o escalou para diferentes papéis; como Sal no episódio "The Fuse" de 1959 da série Peter Gunn, seu primeiro papel protagonista na TV como Andamo na série dramática Mr. Lucky da CBS, o sequestrador asmático Red Lynch no suspense Experiment in Terror de 1962, resultando no papel do vilão problemático Baron Rolfe Von Stuppe no filme The Great Race. Depois de sua atuação em The Great Race, a CBS o escolheu para o que seria o seu papel mais famoso, o agente do Serviço Secreto dos EUA "Artemus Gordon" na série The Wild Wild West (James West), em que ele estrelou com Robert Conrad, ator da antiga série da ABC Hawaiian Eye.

### The Wild Wild West

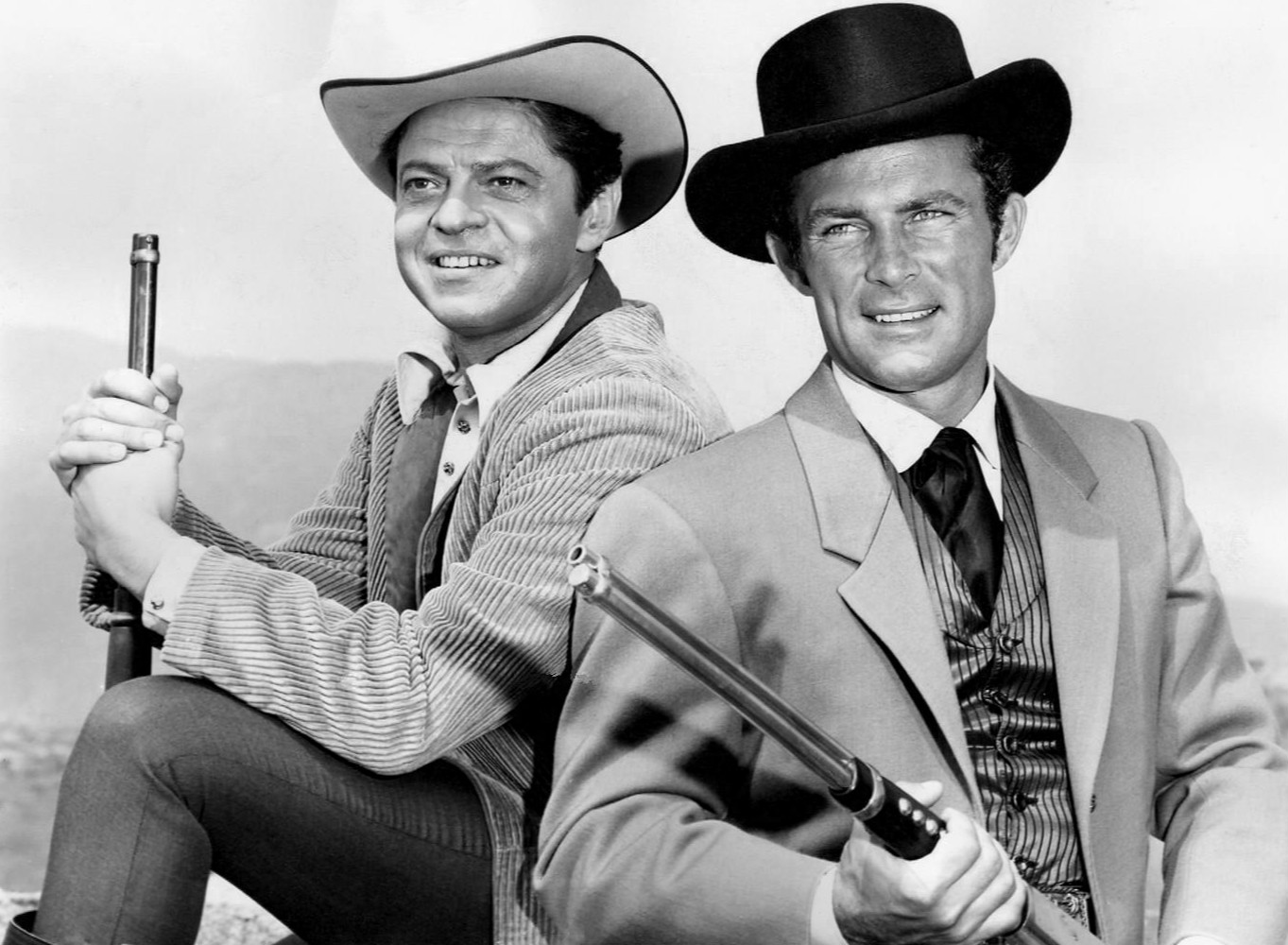
Martin como Artemus Gordon com Robert Conrad em The Wild, Wild West, 1965.

O personagem de Martin, era um mestre dos disfarces, papel este que se encaixava perfeitamente com o ator, o que criou a maioria dos figurinos usados na série. Martin foi nomeado para um Emmy Award por seu trabalho durante a 4ª e 5ª temporada do programa, o qual durou de 1965 à 1969). Em 1968, ele sofreu um grave infarto do miocárdio, o que obrigou os diretores da série "Wild Wild West" à substituí-lo temporariamente por outros atores, incluindo Charles Aidman, Schallert William e Alan Hale Jr.. A série foi cancelada um ano depois.

### Carreira posterior
Além das interpretações acima, Martin foi convidado e estrelou vários programas de televisão dos anos 1950 e 1970, incluindo, Honestly, Celeste!, Sheriff of Cochise, Wonder Woman, Sanford and Son, Columbo, Baretta, The Invisible Man, Mork & Mindy, Hawaii Five-O, Charlie's Angels, e outros. Em 1970, Martin interpretou Alexander Hamilton no especial de TV da NBC Swing Out, Sweet Land, apresentado por John Wayne. No ano seguinte, Martin lançou-se como diretor. Ele participou de um episódio de Love, American Style em 1971, que também dirigiu. Martin dirigiu outros episódios em 1973. No mesmo ano, Martin estrelou o telefilme The Return of Charlie Chan, no qual interpretou o detetive asiático Charlie Chan. Embora a produção tivesse um bom público, mais do que suficiente para iniciar uma série regular, a intensa pressão de grupos de atores asiáticos, que protestavam contra o fato de que um ocidental interpretaria um personagem oriental, fez o projeto ser cancelado. Fez uma participação especial na série Barnaby Jones em 1974, e emprestou sua voz para um episódio de Wait Till Your Father Gets Home no final desse ano.
Em 1976, Martin retornou aos palcos como John Adams em uma turnê do musical 1776. Em 1978, ele dublou a série animada Jana of the Jungle. Martin reprisou o papel de Artemus Gordon em dois telefilmes The Wild Wild West Revisited em 1979 e More Wild Wild West em 1980, encontrando-se novamente com seu ex-parceiro Robert Conrad. Os filmes foram um sucesso, e havia planos para reiniciar The Wild Wild West como uma nova série. Seu último papel foi o telefilme I Married Wyatt Earp de 1983. O filme foi ao ar dois anos após sua morte.

## Vida pessoal
Martin casou-se com sua primeira esposa, Muriel Weiss, em 1941. Eles tiveram uma filha juntos, Phyllis Rosenblatt (uma bem-sucedida artista de Nova York), antes da morte de Weiss de câncer em 1965. Em 1967 ele se casou com Olavee Grindrod (uma ex-modelo e diretora) e adotou seus dois filhos Rebecca (Martin) Schacht e George Martin, que foram fruto do primeiro casamento de Olavee. Martin e Parsons ficaram casados até a morte de Martin, e Parsons faleceu em 2002.

## Morte
Ross Martin morreu em Ramona, Califórnia enquanto jogava uma partida de tênis em 3 de julho de 1981, devido a um infarto agudo do miocárdio, aos 61 anos de idade e foi sepultado no Mount Sinai Memorial Park Cemetery, em Los Angeles, Califórnia.

## Filmografia
| Ano       | Título                        | Papel                        | Notas                                                 |
| --------- | ----------------------------- | ---------------------------- | ----------------------------------------------------- |
| 1949-1951 | Lights Out                    |                              | 4 episódios                                           |
| 1950-1954 | Treasury Men in Action        | Agente                       | 7 episódios                                           |
| 1951      | Somerset Maugham TV Theatre   |                              | Episódio: "Appearances and Reality"                   |
| 1952      | Goodyear Television Playhouse |                              | Episódio: "The Cipher"                                |
| 1953      | Suspense                      |                              | 2 episódios                                           |
| 1954      | The Web                       |                              | Episódios: "The Hunted"                               |
| 1955-1957 | Modern Romances               |                              | 6 episódios                                           |
| 1957      | The Alcoa Hour                | Tony                         | Episódio: "A Double Life"                             |
| 1958      | The Court of Last Resort      | Phillip Huston               | Episódio: "The Phillip Huston Case"                   |
| 1958      | The Walter Winchell File      | Buckner                      | Episódio: "Portrait of a Cop: File #27"               |
| 1959      | Naked City                    | Carlo                        | Episódio: "Ten Cent Dreams"                           |
| 1959      | Steve Canyon                  | Aly Brahma                   | Episódio: "Room 313"                                  |
| 1959-1960 | Mr. Lucky                     | Andamo                       | 34 episódios                                          |
| 1960      | Laramie                       | Angel                        | Episódio: "A Sound of Bells"                          |
| 1960      | The Twilight Zone             | Johnny                       | Episódio: "The Four of Us Are Dying"                  |
| 1961      | The Law and Mr. Jones         | Frank Brody                  | Episódio: "The Enemy"                                 |
| 1961      | 87th Precinct                 | Gary                         |                                                       |
| 1962      | Experiment in Terror          | Garland Humphrey 'Red' Lynch |                                                       |
| 1962      | Geronimo                      | Mangus                       |                                                       |
| 1963      | The Twilight Zone             | Lt. Ted Mason                | Episódio: "Death Ship"                                |
| 1963      | Bonanza                       | Nick Biancci                 | Episódio: "Little Man... Ten Feet Tall"               |
| 1964      | Vacation Playhouse            | Claudie Hughes               | Episódio: "I and Claudie"                             |
| 1965      | The Man from Button Willow    | Andy Svenson                 | Voz                                                   |
| 1965      | The Great Race                | Barão Rolfe von Stuppe       |                                                       |
| 1965-1969 | The Wild Wild West            | Artemus Gordon               | 95 episódios                                          |
| 1970      | The Immortals                 | Eddie Yoman                  | Episódio: "White Elephants Don't Grow on Trees"       |
| 1970      | Swing Out, Sweet Land         | Alexander Hamilton           | Especial de televisão                                 |
| 1971      | The Sheriff                   | Larry Walters                | Television movie                                      |
| 1971      | Columbo                       | Dale Kingston                | Episódio: "Suitable for Framing"                      |
| 1972      | The F.B.I.                    | George Barrows               | Episódio: "The Wizard"                                |
| 1972      | ABC Afterschool Special       | Stan                         | Episódio: "The Last of the Curlews"                   |
| 1973      | Tenafly                       | Grady Hall                   | Episódio: "Joyride to Nowhere"                        |
| 1973      | Ironside                      | Arthur Damien                | Episódio: "Mind for Murder"                           |
| 1974      | Skyway to Death               | Martin Leonard               | Especial de televisão                                 |
| 1974      | Barnaby Jones                 | Maxwell Imry                 | Episódio: "Friends Till the End"                      |
| 1975      | The Invisible Man             | Amb Diego Devega             | Episódio: "The Fine Art of Diplomacy"                 |
| 1975      | Ellery Queen                  | Dr. Otis Tremaine            | Episódio: "The Adventure of the Pharaoh's Curse"      |
| 1976      | Gemini Man                    | Carl Victor                  | Episódio: "Minotaur"                                  |
| 1976      | Sanford and Son               | Aram                         | Episódio: "California Crude"                          |
| 1977      | Blansky's Beauties            | Sheik Ben-Ali                | Episódio: "Nancy Goes Sheik"                          |
| 1977      | Charlie's Angels              | Dr. Perine                   | Episódio: "Unidentified Flying Angels"                |
| 1978      | Quark                         | Zorgon o malevolente         | 2 episódios                                           |
| 1978      | Vega$                         | Werner Worthmeyer            | Episódio: "Mother Mishkin"                            |
| 1978-1979 | Hawaii Five-O                 | Tony Alika                   | 5 episódios                                           |
| 1979      | The Return of Mod Squad       | Buck Prescott                | Filme para televisão                                  |
| 1980      | Fantasy Island                | Ace Scanlon                  | Episódio: "The Devil and Mandy Breem/The Millionaire" |
| 1981      | Mork & Mindy                  | Godfrey                      | Episódio: "Mork and the Bum Rap"                      |
| 1983      | I Married Wyatt Earp          | Jacob Spiegler               | Filme para televisão Lançado postumamente             |